# Dietfried Krömer
Dietfried Krömer (* 3. April 1938 in Stadt-Olbersdorf, Schlesien, Tschechoslowakei; † 19. August 2006 in München) war ein deutscher Altphilologe.

## Leben
Dietfried Krömer wurde in Schlesien geboren und nach dem Ende des Zweiten Weltkriegs mit seiner Familie interniert. Nach der Freilassung zog die Familie 1949 nach Kulmbach, wo Krömer das Gymnasium besuchte. Er studierte Klassische Philologie an der Universität Würzburg und an der Freien Universität Berlin. Dort empfing er entscheidende Anregung von Rudolf Kassel, bei dem er wissenschaftlicher Assistent war und 1971 über Xenophons Agesilaos promoviert wurde.
Im Zuge der hochschulpolitischen Umwälzungen der 1970er Jahre beteiligte sich Krömer an der Reform des Studiums, zum einen als Geschäftsführender Direktor des Seminars für Klassische Philologie, zum anderen im Konzil der FU als Vorsitzender des Geschäftsordnungsausschusses. Seine Habilitation kam nicht zustande. 1973 wurde er zum Assistenzprofessor ernannt. 1976 wechselte er an die Universität Köln, wiederum als Assistent seines Lehrers Rudolf Kassel, der ein Jahr vorher dorthin berufen worden war.
1978 nahm Krömer eine unbefristete Stelle als Wissenschaftlicher Mitarbeiter am Thesaurus Linguae Latinae in München an. Zu seinen Aufgaben gehörte unter anderem die Neubearbeitung der Zitierliste, für die er die Literatur von über 800 Jahren zu sichten hatte. 1983 wurde er zum Redaktor ernannt, 1990 zum Geschäftsführenden Direktor und mit umfassenden Verwaltungsaufgaben betreut. Er organisierte Tagungen, ließ Bibliotheks- und Archivräume umgestalten, erweiterte den Bücherbestand und die Computer-Ausstattung des Instituts und war als Herausgeber der Publikationen zur Hundertjahrfeier des Thesaurus tätig. Besondere Verdienste erwarb er sich um die Einführung der EDV in die Thesaurus-Arbeit.
2003 wurde er in den Ruhestand versetzt; drei Jahre später starb er im Alter von 68 Jahren.

## Schriften (Auswahl)
- Xenophons Agesilaos: Untersuchungen zur Komposition. Berlin 1971
- Wie die Blätter am Baum, so wechseln die Wörter: 100 Jahre Thesaurus Linguae Latinae. Vorträge der Veranstaltungen am 29. und 30. Juni 1994 in München. Stuttgart/Leipzig 1995. ISBN 3-8154-7100-1
- Thesaurus-Geschichten. Beiträge zu einer Historia Thesauri Linguae Latinae von Theodor Bögel (1876–1973). Stuttgart/Leipzig 1996. ISBN 3-8154-7101-X